# Chone (arrondissement)
Chone Dzong (Chinees: Jonê Xian) is een arrondissement in Gannan, Gansu, China. Chone wordt bestuurd vanuit Liulin. Een andere plaats in het arrondissement is het gelijknamige Chone.
Chone wordt doorkruist door de middenloop van de rivier Lu-chu. Aan de noordkant van de rivier staat het klooster Chone. Aan de zuidkant lag het voormalige koninkrijk Chone.

## Bestuurlijke indeling
- Grote gemeente Liulin 柳林镇
- Gemeente Nalang 纳浪乡
- Gemeente Mu'er 木耳乡
- Gemeente Daqi 大族乡
- Gemeente Lache 卡车乡
- Gemeente Zhagulu 扎古录乡
- Gemeente Daogao 刀告乡
- Gemeente Niba 尼巴乡
- Gemeente Wanmao 完冒乡
- Gemeente Azitan 阿子滩乡
- Gemeente Shencang 申藏乡
- Gemeente Qiagai 恰盖乡
- Gemeente Kangduo 康多乡
- Gemeente Shaowa van de Tu 勺哇土族乡
- Gemeente Taoyan 洮砚乡
- Gemeente Bolin 柏林乡
- Gemeente Cangbaqi 藏巴畦乡

## Demografische verdeling
Tijdens de volkstelling van het jaar 2000 had Chone 95.659 inwoners.
| Bevolkingsgroep | Inwoners | Aandeel |
| --------------- | -------- | ------- |
| Tibetanen       | 64.363   | 67,28%  |
| Han-Chinezen    | 29.706   | 31,05%  |
| Hui             | 889      | 0,93%   |
| Tu              | 615      | 0,64%   |
| Mongolen        | 23       | 0,02%   |
| Oeigoeren       | 19       | 0,02%   |
| Mantsjoe        | 13       | 0,01%   |
| Zhuang          | 7        | 0,01%   |
| Yi              | 6        | 0,01%   |
| Overige         | 18       | 0,02%   |

## Afkomstig uit Chone
- Ngawang Tsültrim (1721-1791), de eerste Tsemönling rinpoche en 61e Ganden tripa
- Ngawang Jampäl Tsültrim Gyatso (1792 - 1862/1864), de tweede Tsemönling rinpoche en 73e Ganden tripa
- Ngawang Lobsang Tenpey Gyaltsen (1844-1919?), de derde Tsemönling rinpoche, 87e Ganden tripa en regent van Tibet van 1777 tot 1786